# Bouhadjar
Bouhadjar (în arabă بوحجار) este o comună din provincia El Tarf, Algeria.
Populația comunei este de 20.215 locuitori (2008).